# Споднє Грушковє
Споднє Грушковє (словен. Spodnje Gruškovje) — поселення в общині Подлехник, Подравський регіон‎, Словенія.